# Svobodárny (Díly)
Svobodárny ve zlínské čtvrti Díly představují komplex čtyř patrových obytných budov obklopujících objekt obchodního a společenského centra mezi Štefánikovou ulicí a třídou Tomáše Bati. Jedná se o budovy o třech nadzemních podlažích (čp. 3295 a 3296) nebo dvou nadzemních podlažích se suterénem využívajícím svažitost terénu (čp. 2986 a 2988), které sloužily původně k hromadnému ubytování svobodných, lépe kvalifikovaných pracovníků firmy Baťa v pokojích po jednom či dvou. Domy byly navrženy baťovským firemním architektem Vladimírem Karfíkem a realizovány v letech 1936–1939 po obou stranách Obchodního a společenského domu Díly (pozdější Malé scény Zlín). V roce 2001 byly všechny čtyři svobodárny zapsány na seznam nemovitých kulturních památek.

## Historie
Firma Baťa v meziválečném období ve Zlíně budovala ubytovací kapacity pro zaměstnance svých dynamicky se rozvíjejících provozů. Zohledňovala přitom věk, rodinný stav i pracovní zařazení. Zatímco zaměstnanci s rodinami měli šanci získat bydlení v samostatných domech se zahradami v postupně budovaných obytných čtvrtích, nejmladším a nejméně kvalifikovaným pracovníkům bylo vyhrazeno hromadné ubytování zprvu v dočasných ubytovnách, od konce 20. let pak v samostatné internátní čtvrti nedaleko náměstí Práce. Mezistupeň představovalo bydlení dospělých pracovníků bez rodin, obvykle ve vyšším postavení v hierarchii firmy, tedy úředníků, učitelů či lékařů, případně i pracujících s rodinami, kteří však od nich nemohli denně dojíždět z okolních sídel. Zprvu bylo pro potřeby jejich společného bydlení adaptováno několik rodinných domků, od konce 20. let však začala být budována nová forma bydlení – tzv. svobodárny.
Obvykle obdélné dvoupodlažní objekty s rovnou střechou kopírovaly standardizované typy čtyřdomků z rodinných čtvrtí a přejímaly i provedení jejich fasád, vnitřními dispozicemi však byly uzpůsobeny specifickému účelu. S výstavbou svobodáren se začalo v obytné čtvrti Letná, kde na začátku 30. let vznikla série takovýchto objektů, zejména na jihovýchodním okraji kolem ulic Vysoká, Na Vyhlídce a Mostní. Také v následujících letech byly svobodárny v dalších zlínských obytných zónách i ve firemních pobočkách mimo město budovány nejčastěji, nikoli však výhradně, při okrajích obytných zón. Raný typ domů měl obvykle kapacitu 26 lidí ubytovatných v 11 dvoulůžkových a 4 jednolůžkových pokojích, v přízemí bývala společná trojice toalet a koupelna s vanou, v patře společenská klubovna. Oproti internátům běžně s 10 a více lidmi na jednom pokoji se tak jednalo o citelně vyšší úroveň životních podmínek. Vyskytla se i řada variant s různými úpravami.
V závěru 30. let ovšem navrhl architekt Vladimír Karfík čtveřici modernizovaných svobodáren pro obytnou čtvrť Díly, kterou umístil přímo do centra kolonie kolem ústředního společenského domu. Přízemní nároží orientované do ulice navíc vybavil prosklenými výkladci s markýzami a oživil tak kombinaci obytné funkce s obchodním parterem.
Obchodní a společenský dům Díly (pozdější Malá scéna Zlín) byl vystavěn u svahu v centru rostoucí čtvrti v roce 1937 a byl doplněn čtveřicí svobodáren postupně realizovaných v letech 1936–1939. Jako první vznikly svobodárny označované čísly I. a II. (nebo jihozápadní a jihovýchodní), které po stranách lemovaly společenský dům v linii uliční třídy (Štefánikovy ulice). Ty byly zbudovány v letech 1936–1937. Následovaly dvě svobodárny číslo III. a IV. (severozápadní a severovýchodní), jež byly vystavěny v letech 1938–1939 v dolní části svahu a s prvními dvěma i se společenským domem byly propojeny soustavou dvou pochozích ramp.

## Architektura

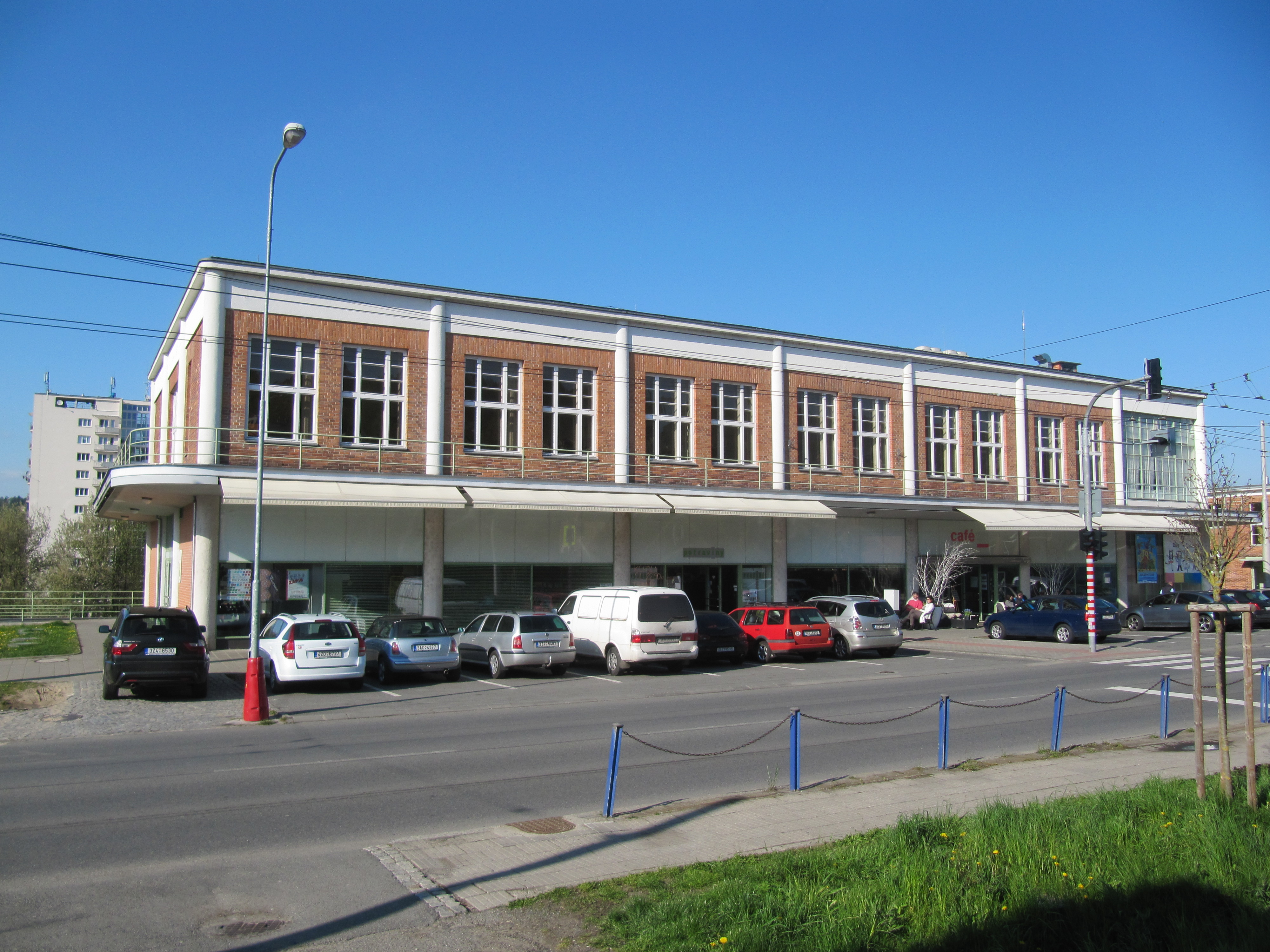
Centrální objekt Obchodního a společenského domu Díly, jejž čtyři svobodárny obkličují

Areál tvořený čtyřmi dvou- až třípatrovými samostatně stojícími objekty obdélného půdorysu tvoří urbanisticky celistvou skupinu s objektem obchodního a společenského centra a spolu s ním jsou obrácené ke Štefánikově ulici obchodním parterem. Tento celek je situován na svažitém travnatém prostranství východně od centra města v těžišti čtvrti zvané Díly, mezi dvěma hlavními městskými silničními tepnami Štefánikova a třída Tomáše Bati. Součástí celku jsou i dvě symetrické rampy s trubkovým zábradlím a zatravněné plochy, u svobodáren doplněné živými ploty.
Svažitost terénu vyřešil architekt Karfík odlišným etážováním a organickým propojením pomocí ramp. Mezi svobodárnami a společenským domem ponechal odpočinkovou volnou travnatou plochu. Dvojice svobodáren jsou k sobě vždy zrcadlově obrácené a sdílejí architektonické i půdorysné řešení. Celý soubor pak při severní straně uzavírá stromová alej podél třídy Tomáše Bati.
Svobodárny č. I. a II. (Štefánikova čp. 2986 a 2988) jsou koncipované jako dvoupodlažní a přejímají obvyklou standardizovanou podobu s neomítnutým cihelným spárovaným zdivem, plochou střechou a hlavním vchodem umístěným do středu budovy (a orientovaným doprostřed ke společenskému domu). Do Štefánikovy ulice vystupují svým užším průčelím, v němž Karfík doplnil základní obytnou funkci budov o obchodní využití. Jižní fasádu obou objektů pojal jako kompletně prosklené nároží s dvojicí vstupů, reklamním pásem kovových výkladců světle zelené barvy a s vysouvacími proužkovanými látkovými markýzami. Ty v obytném prvním patře doplňuje již jen trojice pravoúhlých oken. Vzhledem ke svažitému terénu jsou dvě nadzemní podlaží doplněna ještě suterénem s jedním dvoupokojovým bytem s kuchyní a sociálním zázemím pro domovníka. V každé svobodárně bylo 19 obytných pokojů s umyvadly a vestavěnými skříněmi, na každém patře pak bylo společné sociální zařízení. Podélná strana obou budov má na střed umístěný vchod, jehož nadpražní římsa vystupuje daleko do prostoru. Centrální schodiště osvětluje vertikální pásové okno nad vchodem. Obě patra byla osazena pěticí dvojitých bílých dřevěných oken, v suterénu jen trojicí oken.
Později postavené svobodárny č. III. a IV. (třída Tomáše Bati čp. 3295 a 3296) směřují svojí kratší stranou do třídy Tomáše Bati. Protože stojí na úpatí svahu, jsou řešené netypicky jako třípodlažní a dorovnávají tak výškový rozdíl terénu, opět završené plochou střechou. Těmto objektům byla ponechána už jen obytná funkce, takže jejich užší fasády směřující do ulice jsou osazeny v každém patře trojicí oken, v prostřední chodbové ose francouzských s drobnými zaoblenými trubkovými zábradlími. Hlavní vstup je situovaný opět doprostřed podélných stran, rovněž opatřený přesahující nadpražní římsou. Nad vstupem jsou vertikálně řazená schodišťová okna. Po stranách jsou pak ve všech třech podlažích čtyři drobnější pravoúhlá okna, spojovaná po dvojicích světlejší parapetní římsou. Na protilehlé straně je v každém patře šestice oken, souvisle pospojovaných parapetní římsou. U severozápadního domu čp. 3295 bylo na podélné západní straně jedno z oken nahrazeno vchodem. Horizontalitu obou objektů podpořil mohutný přízemní omítnutý sokl. V těchto svobodárnách bylo celkem 33 samostatných pokojů s dřevěnými podlahami, vybavených střídmým nábytkem, a společná hygienická zázemí na každém patře.

## Další vývoj
I v poválečném období se čtveřice svobodáren využívala jako ubytovny a vytvářela přirozený předěl mezi dominantním společenským centrem a čtvrtí se samostatnými rodinnými domky. Místo si zachovalo původní funkci, měřítko i kolorit ústředí obytné čtvrti. V roce 1980 byla ve svobodárnách zřízena vždy jedna sdílená kuchyň na každé patro, která nahradila vždy jeden z pokojů. V 90. letech pak došlo k dalším úpravám, objekty byly částečně přizpůsobeny pro kancelářské provozy. Přesto se zachovala řada původních detailů i vestavěný nábytek, dveře a dveřní madla, kování a madla schodišť či dvojité dřevěné okenní otvory s původním kováním.
V červnu 2001 byla čtveřice budov prohlášena rozhodnutím Ministerstva kultury ČR za kulturní památku. Již od listopadu 1990 je také součástí zlínské městské památkové zóny. Národní památkový ústav přitom vyzdvihl, že „čtyři svobodárny vytvářejí se společenským domem Díly areál, který je jedním z ojedinělých center společenského života mimo jádro města“. Urbanisticky související Obchodní a společenský dům Díly byl zpamátněn o půl roku dříve, v prosinci 2000.
V letech 2002 a 2005–2006 prošla budova společenského domu rekonstrukcí s podzemní dostavbou a při té příležitosti byly rekonstruovány také vnější rampy navazující na postranní svobodárny. V roce 2023 byl vyčištěn a renovován prostor v nejbližším okolí domu a v roce 2024 ohlásilo město záměr kultivovat také prostor za společenským domem, tedy mezi severní dvojicí svobodáren.